# 橋村空
橋村 空（はしむら くう）は、日本のライトノベル作家、フリーライター。

## 作品リスト
- 『くれは×リミテッド！』（GA文庫）、2009年9月 - 2010年3月[要文献特定詳細情報]